# ارنی گری
ارنی گری (انگلیسی: Ernie Gray; ۱۰ مارس ۱۸۹۴ – ۱۹۷۳ (۷۸−۷۹ سال)) بازیکن فوتبال بود.
از باشگاه‌هایی که در آن بازی کرده‌است می‌توان به باشگاه فوتبال گریمزبی تاون اشاره کرد.